# Tiffany Espensen
Tiffany Espensen est une actrice américaine née le 10 février 1999 à Lianjiang en Chine.

## Biographie
Abandonnée à la naissance, elle est adoptée par un couple d'Américains originaires de Californie. Elle fait des études de science politique et religion à distance à l'Université Liberty.

En 2017, elle obtient son premier grand rôle avec celui de Cindy Moon dans Spider-Man: Homecoming qu'elle reprend l'année suivante dans Avengers: Infinity War.
Elle apparaît dans l'émission de Télé-Réalité 19 à la maison, les Bates une famille XXL où elle est en couple avec Lawson Bates, fils de Gil et Kelly Jo Bates.
Le 26 octobre 2021, elle se fiance au chanteur de country Lawson Bates, qu'elle épouse le 12 mai 2022.

## Filmographie

### Cinéma
- 2007 : Wheels on the Bus Video: Mango Takes His Turn : Grease Monkey
- 2009 : Fame : la sœur de Joy
- 2010 : Repo Men : Little Alva
- 2011 : Hop : Alex O'Hare
- 2014 : Écho : Charlie
- 2017 : Spider-Man: Homecoming : Cindy
- 2017 : Carving a Life : Veronica
- 2018 : Avengers: Infinity War : Cindy

### Télévision
- 2008 : Esprits criminels : Samantha (1 épisode)
- 2008 : NCIS : Enquêtes spéciales : Amanda Lee (1 épisode)
- 2008 : Leverage : la petite fille (1 épisode)
- 2008 : Les Feux de l'amour : une fille (1 épisode)
- 2009 : Leo Little's Big Show : Marcy (1 épisode)
- 2009 : Surviving Suburbia : Cynthia (1 épisode)
- 2009 : True Jackson : Lulu jeune (1 épisode)
- 2009 : Zeke et Luther : la fille innocente (1 épisode)
- 2009 : Agent Spécial Oso : Joon Kim, Carina et Alyssa (4 épisodes)
- 2009 : Lie to Me : Isabella (1 épisode)
- 2009-2010 : Phinéas et Ferb : Ginger (6 épisodes)
- 2010 : Les Boondocks : Ming Dou (1 épisode)
- 2011 : Dr House : Sophie (1 épisode)
- 2011-2013 : Bucket and Skinner's Epic Adventures : Piper (27 épisodes)
- 2013 : Bonne chance Charlie : Kelly (1 épisode)
- 2014 : Terry the Tomboy : Wallaine Rapkin
- 2014-2017 : Kirby Buckets : Belinda (59 épisodes)
- 2015 : Monsterville : Le Couloir des horreurs : Nicole
- 2018 : Best. Worst. Weekend. Ever. : Chloe (6 épisodes)
- 2019 : La Garde du Roi lion : Heng Heng et Rama (4 épisodes)
- 2019 : Alexa and Katie : Jessica (1 épisode)